# (7222) Alekperov
(7222) Alekperov est un astéroïde de la ceinture principale.

## Description
(7222) Alekperov est un astéroïde de la ceinture principale. Il fut découvert le 7 octobre 1981 à Naoutchnyï par Tamara Smirnova. Il présente une orbite caractérisée par un demi-grand axe de 3,21 UA, une excentricité de 0,21 et une inclinaison de 2,9° par rapport à l'écliptique.

## Compléments